# 27 Euterpe
27 Euterpe è un asteroide della fascia principale interna. Scoperto nel 1853, presenta un'orbita caratterizzata da un semiasse maggiore pari a 2,347694 UA e da un'eccentricità di 0,171445, inclinata di 1,583344° rispetto all'eclittica. Ha un diametro di 96,0 km, un periodo di rotazione di 10,4082 ore e un'albedo di 0,215.
Euterpe fu scoperto da John Russell Hind grazie al telescopio da 7 pollici dell'osservatorio privato di George Bishop, di cui era direttore, al Regents Park di Londra.
Fa parte della famiglia di asteroidi Euterpe.
L'asteroide è dedicato all'omonima musa di poesia lirica, musica e flauto della mitologia greca.